# 第54砲兵連隊 (フランス軍)
第54砲兵連隊（だいごじゅうよんほうへいれんたい、54e régiment d'artillerie：54e RA）は、ヴァール県トゥーロンに駐屯する、フランス陸軍の地対空ミサイル連隊である。かつては独立砲兵旅団の隷下部隊であったが、同旅団は2010年に解隊され、現在は第3機甲師団の隷下となっている。
兵種は砲兵、伝統的区分も砲兵である。

## 沿革
- 1910年：第54砲兵連隊として編成される。
- 1914年：第1次世界大戦に参加。各地を転戦する。

## 最新の部隊編成
- 連隊本部
- 本部管理中隊
- 砲兵情報中隊
- 第1中隊 - ローランド
- 第2中隊 - ローランド
- 第3中隊 - ミストラル
- 第4中隊 - ミストラル
- 第5中隊 - ミストラル
- 管理支援中隊
- 情報中隊
- 予備訓練中隊

## 主要装備
- GIAT BM92-G1
- FA-MAS
- AA-52
- 12.7mm重機関銃
- ローランド
- ミストラル
- VAB
- P4
- TRM 2000
- TRM 4000